# Flavonole

3-Hydroxyflavon – Grundgerüst der Flavonole

Die Flavonole sind eine Untergruppe sekundärer Pflanzenstoffe innerhalb der Stoffgruppe der Flavonoide. Die Flavonole besitzen im Unterschied zu den Flavonen, einer weiteren Untergruppe der Flavonoide, eine zusätzliche Hydroxygruppe in Position 3. Das Grundgerüst der Flavonole ist somit die Verbindung 3-Hydroxyflavon. Die einzelnen Flavonole unterscheiden sich voneinander durch das Substitutionsmuster des 3-Hydroxyflavon-Grundgerüsts mit Hydroxygruppen und durch die Art der weiteren Derivatisierung dieser hydroxylierten 3-Hydroxyflavone durch u. a. O-Alkylierung, meist in der Form von O-Methylierung und/oder durch die O-glycosidische Anbindung von Saccharid-Resten unter Bildung von Glycosiden.

## Nicht-glycosylierte Flavonole
Die häufigsten Flavonole sind Kaempferol, Quercetin, Isorhamnetin und Myricetin. Typisch für die gängigen Flavonole ist, dass neben der Position 3 auch die Positionen 5 und 7 am A-Ring Hydroxygruppen tragen. Bzgl. der Substitution des B-Rings ist die gleichzeitige Hydroxylierung der Positionen 3' und 4' am gängigsten gefolgt von der einfachen Hydroxylierung in Position 4'. Die typischsten Flavonole sind somit Quercetin und Kaempferol.
| Name         | CAS        | 3    | 5    | 6    | 7    | 8    | 2′ | 3′   | 4′   | 5′ | 6′ |
| ------------ | ---------- | ---- | ---- | ---- | ---- | ---- | -- | ---- | ---- | -- | -- |
| Azaleatin    | 529-51-1   | OH   | OCH3 | H    | OH   | H    | H  | OH   | OH   | H  | H  |
| Fisetin      | 528-48-3   | OH   | H    | H    | OH   | H    | H  | OH   | OH   | H  | H  |
| Galangin     | 548-83-4   | OH   | OH   | H    | OH   | H    | H  | H    | H    | H  | H  |
| Gossypetin   | 489-35-0   | OH   | OH   | H    | OH   | OH   | H  | OH   | OH   | H  | H  |
| Isorhamnetin | 480-19-3   | OH   | OH   | H    | OH   | H    | H  | OCH3 | OH   | H  | H  |
| Kaempferid   | 491-54-3   | OH   | OH   | H    | OH   | H    | H  | H    | OCH3 | H  | H  |
| Kaempferol   | 520-18-3   | OH   | OH   | H    | OH   | H    | H  | H    | OH   | H  | H  |
| Morin        | 480-16-0   | OH   | OH   | H    | OH   | H    | OH | H    | OH   | H  | H  |
| Myricetin    | 529-44-2   | OH   | OH   | H    | OH   | H    | H  | OH   | OH   | OH | H  |
| Natsudaidain | 35154-55-3 | OH   | OCH3 | OCH3 | OCH3 | OCH3 | H  | OCH3 | OCH3 | H  | H  |
| Pachypodol   | 33708-72-4 | OCH3 | OH   | H    | OCH3 | H    | H  | OCH3 | OH   | H  | H  |
| Quercetin    | 117-39-5   | OH   | OH   | H    | OH   | H    | H  | OH   | OH   | H  | H  |
| Rhamnazin    | 552-54-5   | OH   | OH   | H    | OCH3 | H    | H  | OCH3 | OH   | H  | H  |
| Rhamnetin    | 90-19-7    | OH   | OH   | H    | OCH3 | H    | H  | OH   | OH   | H  | H  |
| Robinetin    | 490-31-3   | OH   | H    | H    | OH   | H    | H  | OH   | OH   | OH | H  |

## Glycosylierte Flavonole
Häufig kommen die Flavonole nicht in freier Form, sondern als Glycoside vor.  Die Anbindung der Zucker erfolgt hauptsächlich über die Hydroxygruppe in der 3-Position. Deutlich weniger häufig ist die Anbindung von Zuckern über die Position 7 und selten über die Positionen 4', 3' oder 5. Bei der Anbindung von zwei Zuckereinheiten ist die Anbindung eines Disaccharids über die Position 3 am häufigsten (vgl. z. B. Rutin) gefolgt von der Anbindung von zwei Monosacchariden über die Positionen 3 und 7.
| Glycosid | Aglycon    | 3         | 5    | 6 | 7   | 8 | 2′ | 3′ | 4′  | 5′ | 6′ | CAS        |
| --- | ---------- | --------- | ---- | - | --- | - | -- | -- | --- | -- | -- | ---------- |
| Astragalin | Kaempferol | Glc       | OH   |   | OH  |   |    |    | OH  |    |    | 480-10-4   |
| Azalein | Azaleatin  | Rha       | OCH3 |   | OH  |   |    | OH | OH  |    |    | 29028-02-2 |
| Hyperosid | Quercetin  | Gal       | OH   |   | OH  |   |    | OH | OH  |    |    | 482-36-0   |
| Isoquercetin | Quercetin  | Glc       | OH   |   | OH  |   |    | OH | OH  |    |    | 482-35-9   |
| Kaempferitrin | Kaempferol | Rha       | OH   |   | Rha |   |    |    | OH  |    |    | 482-38-2   |
| Myricitrin | Myricetin  | Rha       | OH   |   | OH  |   |    | OH | OH  | OH |    | 17912-87-7 |
| Quercitrin | Quercetin  | Rha       | OH   |   | OH  |   |    | OH | OH  |    |    | 522-12-3   |
| Robinin | Kaempferol | Robinosyl | OH   |   | Rha |   |    |    | OH  |    |    | 301-19-9   |
| Rutin | Quercetin  | Rutinosyl | OH   |   | OH  |   |    | OH | OH  |    |    | 153-18-4   |
| Spiraeosid | Quercetin  | OH        | OH   |   | OH  |   |    | OH | Glc |    |    | 20229-56-5 |
| Legende zur Tabelle Glc = β-D-Glucopyranosyloxy, Rha = α-L-Rhamnopyranosyloxy, Gal = β-D-Galactopyranosyloxy, Robinosyl = α-L-Rhamnopyranosyl-(1→6)-β-D-galactopyranosyloxy, Rutinosyl = α-L-Rhamnopyranosyl-(1→6)-β-D-glucopyranosyloxy |            |           |      |   |     |   |    |    |     |    |    |            |

## Eigenschaften
Die Flavonole besitzen zum Teil stark antioxidative Eigenschaften. Besonders Flavonole mit benachbarten Hydroxygruppen am B-Ring wirken antioxidativ. So besitzt Quercetin mit benachbarten OH-Gruppen in Position 3' und 4' eine Catechol-Struktureinheit und Myrecitin mit benachbarten OH-Gruppen in Position 3', 4' und 5' eine Pyrogallol-Struktureinheit, die jeweils leicht oxidierbar sind. Kaempferol mit einer einzelnen Hydroxygruppe in Position 4' des B-Rings wirkt dagegen weniger antioxidativ.

## Biosynthese
Die Biosynthese der Flavonole erfolgt durch Dehydrierung der entsprechenden Flavanole (Dihydroflavonole) unter Bildung der CC-Doppelbindung zwischen den Kohlenstoffatomen C2 und C3. Die Reaktion wird durch Enzyme aus der Gruppe der Flavonol-Synthasen katalysiert.

## Synthese
Bereits 1908 entdeckte Karl von Auwers durch Zufall die später nach ihm benannte Auwers-Synthese mit der sich ausgehend von 3-Cumaranonen in einer Ringerweiterungsreaktion Flavonole herstellen lassen.
Die Algar-Flynn-Oyamada-Reaktion ist eine basenkatalysierte Ringschlussreaktion mit Wasserstoffperoxid, mit der ebenfalls Flavonole hergestellt werden können.